# 대구성지초등학교
대구성지초등학교는 대한민국 대구광역시 달서구 용산동에 있는 공립 초등학교이다. 교목은 소나무이고 교화는 철쭉이다.

## 학교 연혁
- 1997년 3월 1일 대구성지초등학교로 개교(12학급)
- 1998년 2월 20일 제1회 졸업식(졸업생 51명)
- 1998년 3월 1일 학급 증설(22학급)
- 2006년 3월 1일 46학급 편성(특수학급 1학급 포함)
- 2006년 9월 1일 제4대 조원수 교장 부임
- 2008년 3월 1일 41학급 편성(특수학급 2학급 포함)
- 2009년 2월 12일 제12회 졸업식 220명 (총 졸업생수 2929명)
- 2009년 3월 1일 38학급 편성 (특수학급 2학급 포함)
- 2010년 3월 1일 34학급 편성 (특수학급 2학급 포함)
- 2010년 3월 1일 제5대 심봉기 교장 부임
- 2011년 3월 1일 33학급 편성 (특수학급 2학급 포함)
- 2011년 9월 1일 제6대 정도림 교장 부임
- 2012년 3월 1일 29학급 편성 (특수학급 2학급 포함)
- 2013년 3월 1일 28학급 편성 (특수학급 2학급 포함)
- 2014년 3월 1일 영재학급 운영(4,5학년, 수학 과학)
- 2014년 3월 1일 27(2)학급 개설 (541명)
- 2014년 9월 1일 돌봄교실(3실) 조성
- 2014년 9월 1일 제7대 이금숙 교장 부임
- 2015년 3월 1일 영재학급 운영(5학년 수학)
- 2015년 3월 1일 25(1)학급 개설 (527명)
- 2016년 2월 4일 제19회 졸업식(93명 졸업, 총 4025명)
- 2016년 3월 1일 23(1)학급 개설 (486명)
- 2017년 2월 15일 제20회 졸업식(83명 졸업, 총 4108명)
- 2017년 3월 1일 21(1)학급 개설 (469명)

## 통학 구역
- 용산2동 4통～5통(보람타운), 6통~7통(성서7주공), 8통~9통(성서8주공), 12통~14통(성서6주공-용산금빛마을), 33통1반~3반

## 참고 자료
- 대구성지초등학교 - 한국교육학술정보원 학교알리미